# Damagaram Takaya
Damagaram Takaya est une localité et une commune rurale du Niger, département de Damagaram Takaya, région de Zinder.

## Géographie
La localité de Damagaram Takaya est située à 75 km au nord-est du chef-lieu régional Zinder. 
| Tanout              | Alakoss             |           |
| Wamé                | Damagaram Takaya    | Moa       |
| Gaffati, Albarkaram | Mazamni, Guidimouni | Guidiguir |

## Histoire
La commune rurale de Damagaram Takaya instaurée en 2002, est issue du canton de Damagaram Takaya. Le poste administratif est séparé de Mirriah en 2011 et élevé au statut de département de Damagaram Takaya.

## Population
Lors du recensement général de 2012, la population communale est relevée à 61 586 habitants, dont 3 393 habitants pour la localité principale.

## Localités
La commune s'étend sur 66 villages, 165 hameaux et 10 camps au centre-nord du département de Damagaram Takaya.

## Services et infrastructures
- Centre de Santé Intégré (CSI) à Damagaram Takaya, Raffa[5].
- Collège d'enseignement général (CEG) et Collége d’enseignement technique (CET) à Damagaram Takaya.
- Centre de formation des métiers (CFM) à Damagaram Takaya.